# 구도 유무
구도 유무(일본어: 工藤 由夢, 1990년 6월 6일 ~ )는 일본의 축구 선수이다.

## 구단 경력
과거 YSCC 요코하마에서 활동하였다.